# World Trade Center (PATH/métro de New York)
Pour les articles homonymes, voir World Trade Center (homonymie).
 (avril 2023).
Si vous disposez d'ouvrages ou d'articles de référence ou si vous connaissez des sites web de qualité traitant du thème abordé ici, merci de compléter l'article en donnant les références utiles à sa vérifiabilité et en les liant à la section « Notes et références ».

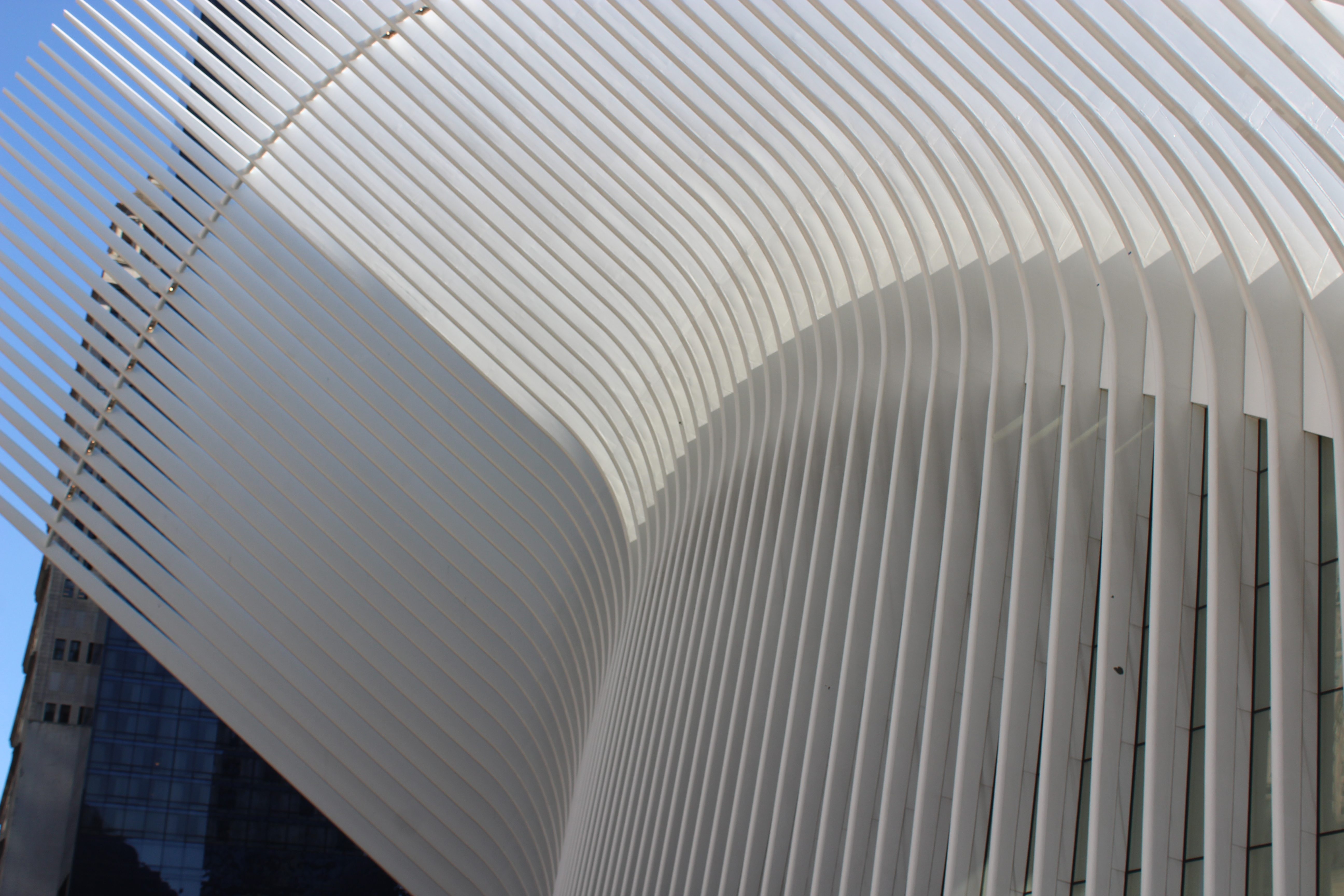
L'extérieur du bâtiment. Mars 2019.

World Trade Center (Port Authority Trans-Hudson) est une station ouverte pour la première fois le 19 juillet 1909 au terminal d'Hudson. Lorsque ce dernier est rasé pour faire place au World Trade Center, une nouvelle station, ouverte en 1971, est construite. Celle-ci sert de terminus aux lignes reliant Newark et Hoboken au World Trade Center avant qu'elles ne soient détruites par les attentats du 11 septembre 2001. Une station temporaire est construite et ouverte le 23 novembre 2003. Le nouvel ensemble architectural, conçu par Santiago Calatrava et surnommé l'Oculus, est terminé depuis le 3 mars 2016. Après son inauguration, la galerie commerciale, comprenant plusieurs enseignes, ouvre à son tour en août 2016.

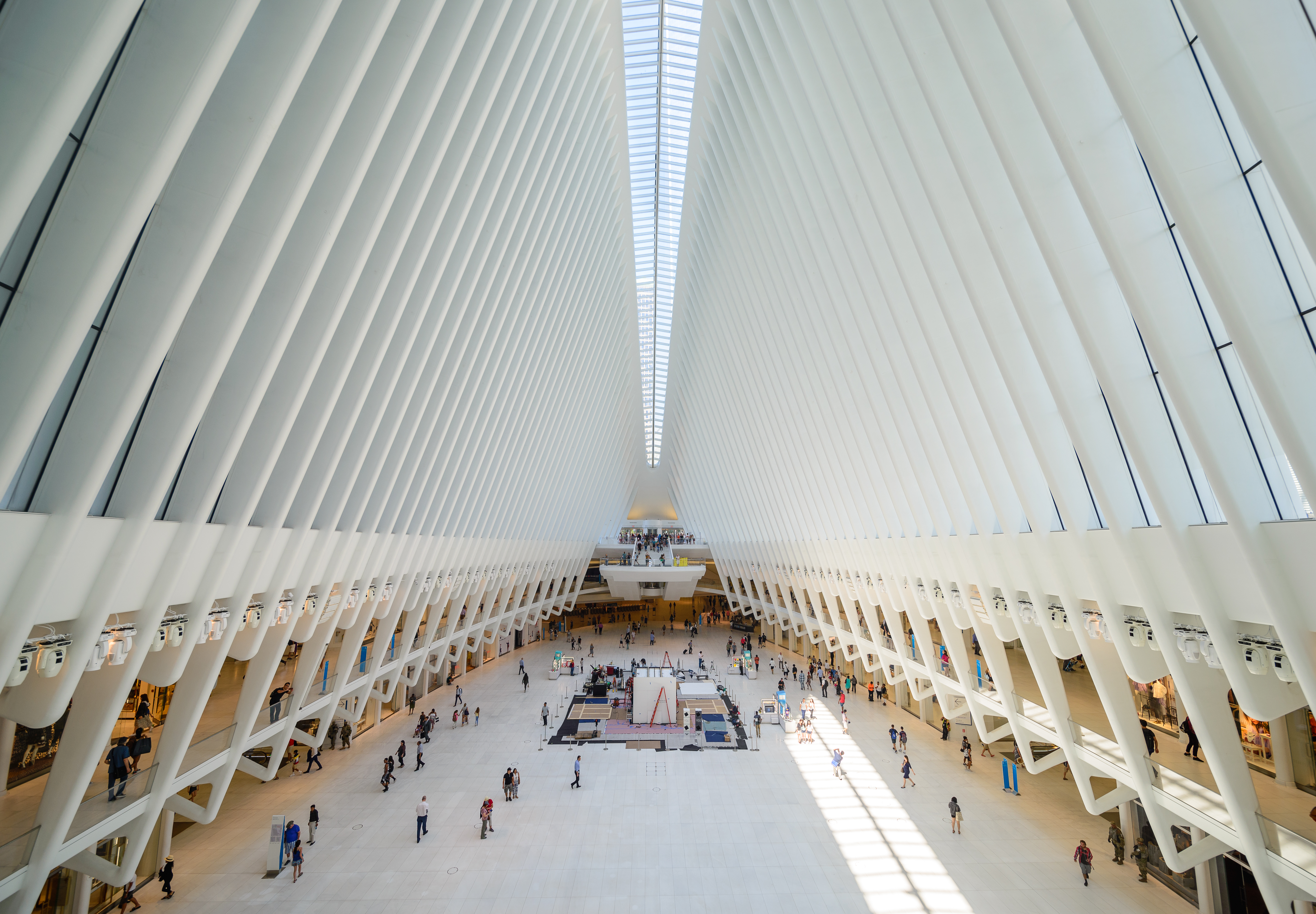
L'intérieur de la station. Août 2017.

## Terminal Hudson
Le terminal d'Hudson a été construit sur les lignes ferroviaires de Hudson et Manhattan, à la fin du XXe siècle. Il était situé entre les rues de Greenwich, Cortlandt, Church et Fulton. La station était desservie par deux tunnels à voies uniques reliées par une boucle pour accélérer le mouvement des trains. La boucle comportait cinq voies et trois plateformes (2 îlots centraux et une sur le côté). Elle est assez similaire à l’arrangement actuel.
Deux tours de bureaux (dont le plus grand bureau de développement du monde) étaient au-dessus du terminal et ont permis de rapporter des revenus locatifs au chemin de fer. Lorsque Hudson & Manhattan Railway a été vendu au PATH (Port Authority Trans-Hudson) en 1962 après des années de faillite, il a été décidé[Par qui ?] que le projet du World Trade Center serait construit sur le site du terminal d'Hudson (et non sur un site de l’East River, comme cela était prévu initialement). La nouvelle station a ouvert simultanément à la fermeture de l’ancienne station en juillet 1971.

## World Trade Center
La station a ouvert en juillet 1971 et était localisée à un endroit différent du terminal d'Hudson d'origine. La plateforme de la station était légèrement plus longue que la précédente, pouvant recevoir 10 voitures contre 6 dans l’ancien terminal.
La station était desservie par les lignes Newark ↔ World Trade Center et Hoboken ↔ World Trade Center. Des sections de la station, notamment le sol et la signalisation à l’angle Nord-est, ont été légèrement endommagées dans l’effondrement du World Trade Center et restent aujourd’hui les plateformes des lignes A et C. Elles sont prises en charge dans la nouvelle station.

## Station du PATH temporaire

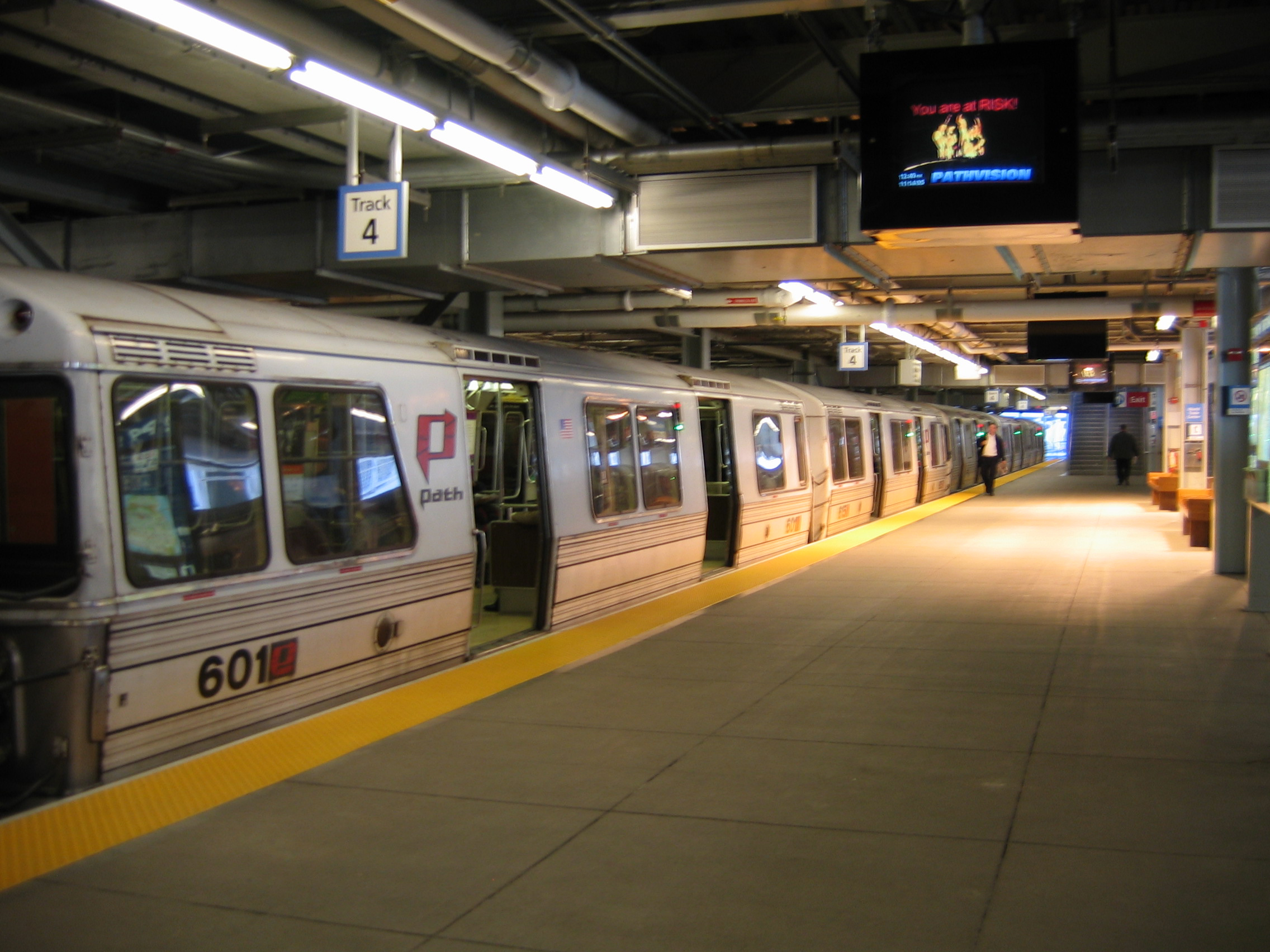
Train pour Hoboken à la station World Trade Center PATH (2005).

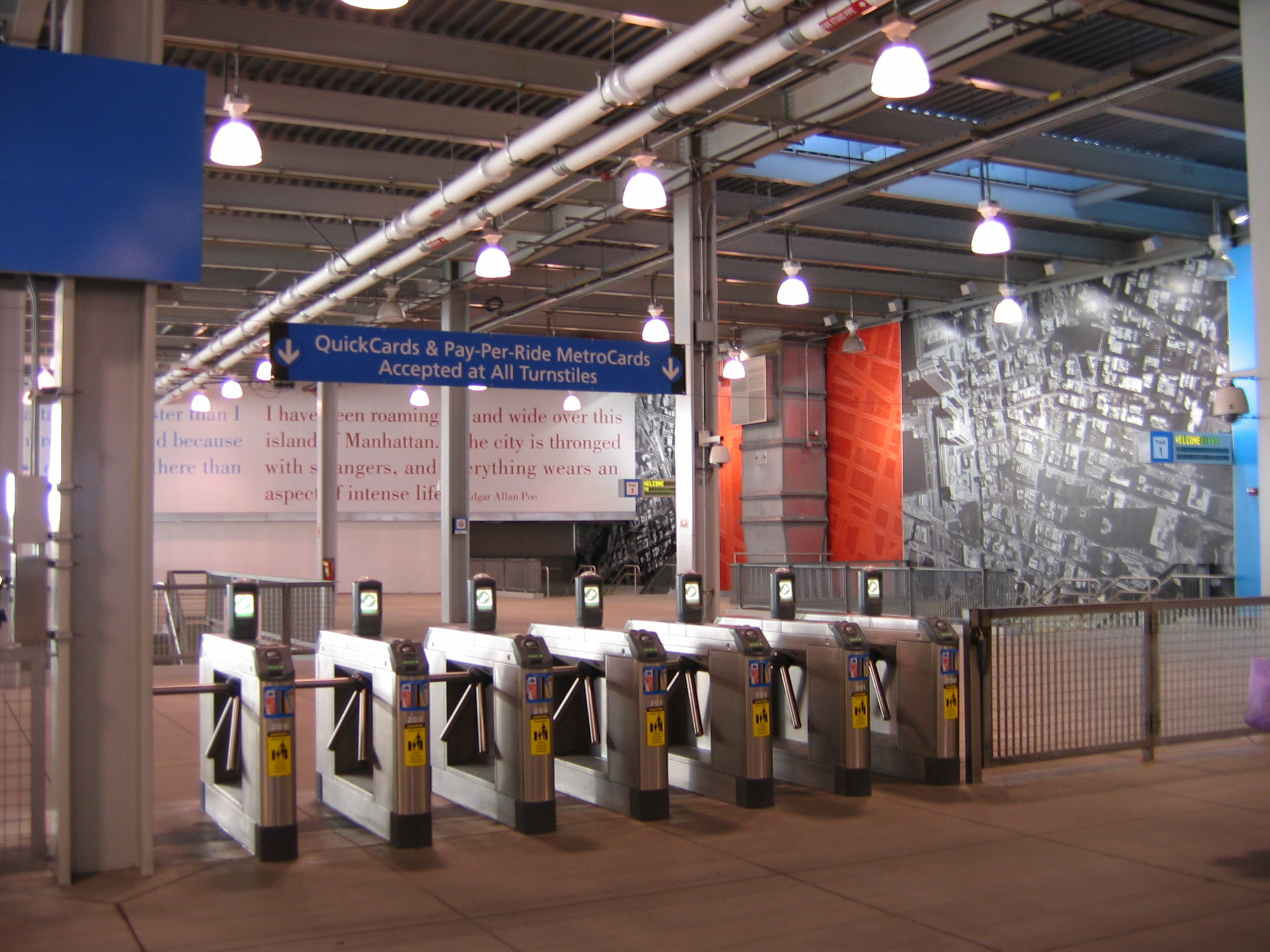
Entrée de la station temporaire.

Une station temporaire, conçue par l’architecte en chef de PATH, Robert I. Davidson et construite pour la somme de 323 millions de dollars, a été ouverte le 23 novembre 2003. La station dispose d’un auvent d’entrée le long de la Church Street  et d’une mosaïque murale de 36 x 3,6 mètres (118 x 12 ft), « Iridescent Lightning », réalisée par Giulio Candussio de la Scuola Mosaicisti del Friuli de Spilimbergo en Italie. La station également ornée des panneaux opaques sur lesquels sont inscrits des citations attestant de la grandeur et de la résilience de la ville de New York. Ces panneaux cachent partiellement la vue sur le Site du World Trade Center.
Après sa réouverture et la reprise des services sur les lignes Newark ↔ World Trade Center et Hoboken ↔ World Trade Center, la station a rapidement récupéré sa position de gare la plus fréquentée du réseau PATH.
Les visiteurs ont la possibilité d’enregistrer leurs histoires personnelles du désastre dans la cabine de StoryCorps près de l’entrée A-C.
En juin 2007, l’entrée de la station temporaire par la rue a été fermée et démolie dans le cadre de la poursuite des travaux. Une série de nouveaux escaliers a été construite quelques mètres plus loin vers le Sud.

### Correspondances avec le métro de New York
La station est également connectée à plusieurs lignes de métros de New York :
- La ligne A (permanente), la ligne C (sauf la nuit) et la ligne E à la station Chambers Street–World Trade Center, sur la ligne IND Eighth Avenue.
- La ligne 2 (permanente) et la ligne 3 (sauf la nuit) à la station Park Place, sur la ligne IRT Broadway–Seventh Avenue.

- La ligne 1 à la station WTC-Cortlandt Street, sur la ligne IRT Broadway–Seventh Avenue (Cortlandt Street-World Trade Center jusqu'au 9/11).
- Les lignes N, R et W à la station Cortlandt Street, sur la ligne BMT Broadway Line

Le complexe des stations Fulton–Broadway–Nassau sont un bloc plus loin. Un passage souterrain est en cours de construction dans le cadre du projet du centre de transit de Fulton Street. Actuellement, il y a une correspondance par la voie publique pour les services suivants :
- La ligne 4 (permanent) et la ligne 5 (sauf la nuit) à la station Fulton Street, sur la ligne IRT Lexington Avenue.
- La ligne J (sauf les week-ends) à la station Fulton Street, sur la ligne BMT Nassau Street.

## Plans pour la nouvelle station

### Contexte
La station temporaire du PATH a été remplacée par une station permanente construite par le Port Authority of New York et l’État du New Jersey moyennant un coût de 2 milliards de dollars.
Une grande station de transit ne faisait pas partie du plan directeur Memory Foundations pour le site de Daniel Libeskind[pas clair], qui souhaitait une plus petite gare dans le sens de la gare originale qui existait sous le World Trade Center. Le design de Libeskind proposait de l’espace et des ouvertures, formant un Wedge of Light (« Coin de lumière ») de sorte que les rayons du soleil auraient frappé les empreintes du  World Trade Center aux environs des équinoxes d’automne chaque année en septembre.[réf. nécessaire]
Début 2004, la  Port Authority, propriétaire des terrains, a modifié le plan de Libeskind pour inclure  une station souterraine de niveau mondial, qui serait censée rivaliser avec la Station Penn et la Grand Central Terminal. En signe de reconnaissance du projet de Libeskind, la gare se trouve à un angle permettant de maximiser l’effet des rayons de l’équinoxe.[réf. nécessaire]
Le quartier de Lower Manhattan n’a jamais eu d'ambitieux centre de transit car l’ancien complexe du World Trade Center avait été construit sous les bâtiments. La station est conçue pour connecter le réseau du PATH à celui du NYCS. Une proposition de connexion via un nouveau tunnel  sous la East River, dans le bassin inférieur, le projet de  Lower Manhattan-Jamaica/JFK Transportation, est actuellement[Quand ?] au stade de l’analyse des alternatives.[réf. nécessaire]

### Design

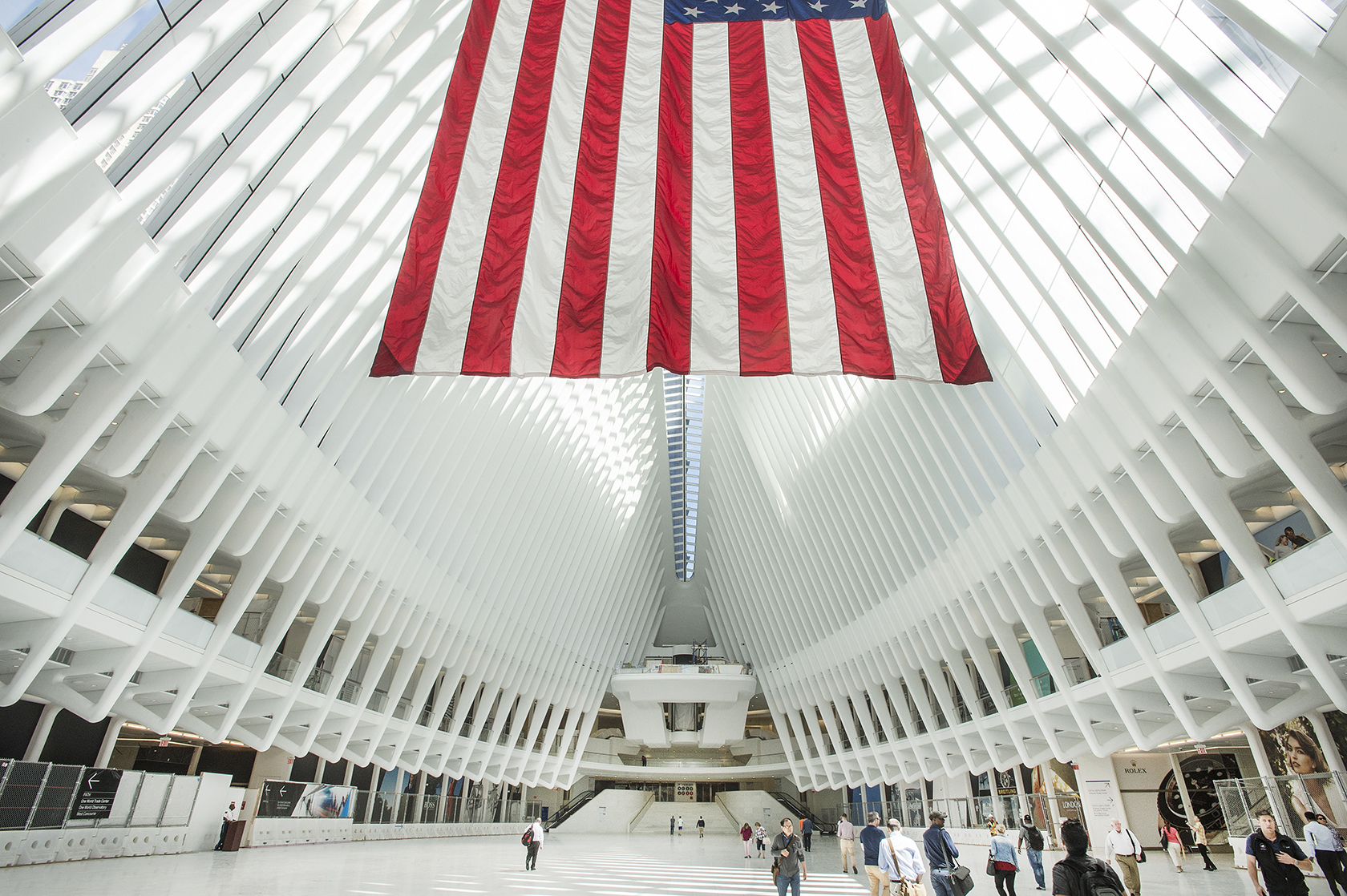
L'Oculus, orné du drapeau américain.

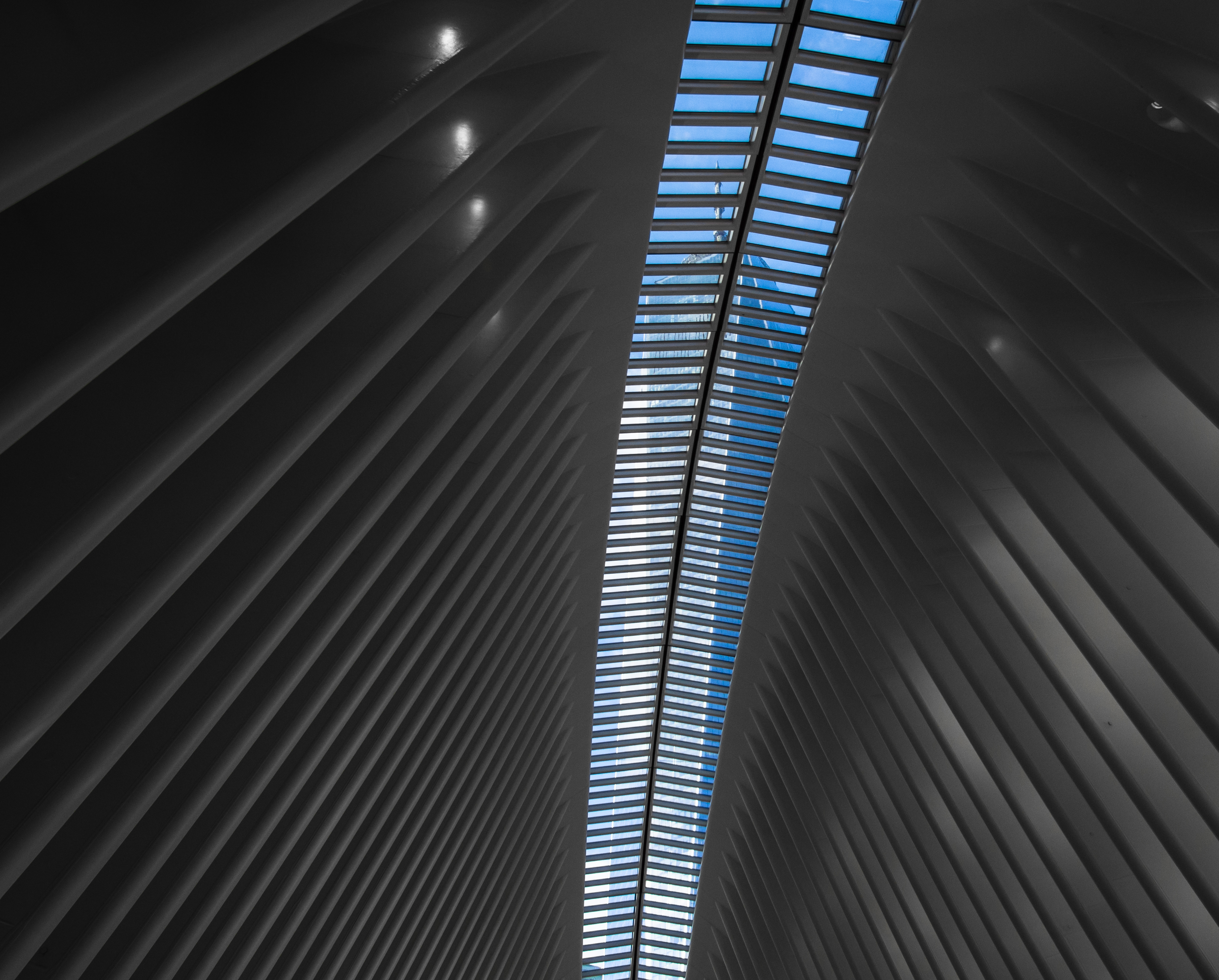
La tour vue à travers l'Oculus. Novembre 2017.

L’architecte espagnol Santiago Calatrava, designer de la station, a dit qu’elle ressemble à un oiseau étant libéré de la main d'un enfant. Herbert Muschamp, critique d’architecture du journal New York Times, a écrit :
Le design de Santiago Calatrava pour la station PATH du World Trade Center devrait satisfaire ceux qui pensent que les bâtiments prévus pour Ground zéro doivent aspirer à une dimension spirituelle. Au fil du temps, beaucoup de gens ont perçu un élément métaphysique dans le travail de M. Calatrava. J’espère que les New-yorkais détecteront également sa présence. Avec une profonde gratitude, je félicite la Port Authority pour avoir choisi M. Calatrava, le grand architecte et ingénieur espagnol, pour la conception d'un bâtiment  qui a le pouvoir de façonner le futur de New York. C’est un plaisir d'écrire, pour une fois, que les fonctionnaires publics n'exagèrent pas lorsqu'ils décrivent un design comme époustouflant.

Vue générale de l'intérieur de l'Oculus à World Trade Center. Avril 2018.

Une autre critique a écrit :
Le terminal PATH du World Trade Center de Santiago Calatrava, célèbre architecte et ingénieur, est ce que l’on devait avoir à Ground zéro. Pas de centre commercial de banlieue avec fontaines, mais une contribution culturelle majeure à notre ville.
Toutefois, l’ambition du projet initial de Calatrava a été réduite en raison des problèmes de sécurité. Le Times a remarqué que : 
Au nom de la sécurité, L’oiseau de  Santiago Calatrava s'est vu rajouté un bec. Le nombre de ses côtes a doublé et ses ailes ont perdu leurs fissures de verre… Le hall de transit principal, entre l’église et Greenwich Street, perdra sûrement sa délicate qualité, tout en gagnant de l’expressivité structurelle. Elle évoque maintenant un mince stegosaurus, plutôt qu'un oiseau.
La station a également suscité des problèmes avec le promoteur Larry Silverstein, qui détient le bail du site du World Trade Center, puisque cela lui réduisait l'espace disponible pour ses bâtiments en projet[réf. nécessaire].
La construction de la station appelle au déplacement de la Croix du World Trade Center en 2006. La station permanente a été achevée le 3 mars 2016.
Ce style architectural est caractéristique de Santiago Calatrava qui a auparavant déjà réalisé une gare en forme d'oiseau pour la gare TGV de l'aéroport Lyon-Saint-Exupéry.

## Attractions voisines
- African Burial Ground
- Alexander Hamilton U.S. Custom House
- Battery Park City
- Battery Park
  - Ferries pour Ellis Island et la statue de la Liberté
- Bowling Green
  - Charging Bull at Bowling Green
- Castle Clinton
- Federal Hall
- Federal Reserve Bank of New York
- Fraunces Tavern
- Irish Hunger Memorial
- National Museum of the American Indian
- New York City Hall
- New York Stock Exchange
- Skyscraper Museum
- St. Paul's Chapel
- Trinity Church
- Wall Street
- Woolworth Building
- World Financial Center